# 라파엘레 피토
라파엘레 피토(이탈리아어: Raffaele Fitto, 1969년 8월 28일~)은 2022년부터 이탈리아의 조르자 멜로니 총리 정부에서 유럽 연합(EU) 통합·개혁담당 수석 부집행위원장을 역임한 정치인이다.

## 경력
그는 이탈리아의 형제들(FdI) 소속으로, 2000년부터 2005년까지 아풀리아 주지사를 지냈고, 2008년부터 2011년까지 실비오 베를루스코니 총리의 네 번째 정부에서도 장관직을 맡았다.
2024년 9월 17일, 우르줄라 폰데어라이엔 유럽 연합(EU) 집행위원장은 5년간 EU 정책을 책임질 새로운 집행위원단 명단을 발표하였다. 피토는 EU 통합·개혁담당 수석 부집행위원장으로 지명되어 12월부터 재임 중이다.